# روميو على الطريق (فلم هندي)
رودسايد روميو (بالإنجليزية: Roadside Romeo؛ (بالهندية: रोडसाइड रोमियो)) هو فيلم رسوم متحركة مصمم على جهاز الكمبيوتر في سنة 2008، من تأليف وإخراج جوجال هانسيراج والذي أنتجته أديتيا شوبرا وياش شوبرا من ضمن أفلام ياش راج.  حيث يعتبر إنتاجا مشتركا بين أفلام ياش راج في الهند وأفلام والت ديزنى فيالولايات المتحدة،  والذي صدر يوم 24 أكتوبر 2008 في كلتا البلدين.
وبوصفه من ضمن إنتاج واصدار أفلام والت ديزني، يعتبر ثاني فيلم من أفلام بوليوود يحصل على إنتاج من استوديوهات هوليوود بأمريكا الشمالية،  حيث تلاه سوني بيكتشرز ساواريا (2007)، وسبقه وارنر بروس تشاندنى تشوك إلى الصين. 
وشخصية العنوان، إنما هي كلب يعيش في مدينة مومباي، والتي يمثلها بالصوت علي خان. وصديقته، ليلى، التي يمثلها كارينا كابور حيث لم يظهرا في أي أفلام رسوم متحركة من قبل.
والرسوم المتحركة التي يستخدمها الفلم تم تصميمها في الهند من قبل وحدة معامل شركة تاتا إليكسيس للمرئيات (VCL). وقبل أن تعلن عن اصدارها لفيلم روميو أصدرت شركة بينتاميديا، التي ساهمت في تكوين أول سمات صناعة أفلام الرسوم المتحركة بالهند، باندافاس: المحاربون الخمسة. وتم ترشيح روودسايد روميو لجائزة أفضل فيلم متحرك من قبل لجنة التأثيرات البصرية لعام 2009.

## الحبكة الروائية
روميو (بصوت سيف علي خان) هو كلب عاش بأجواء تملؤها الرفاهية. وفي أحد الأيام قرر مالكوه الهجرة إلى لندن حيث تركوه تحت رحمة خادم المنزل، الذي زج به إلى الشارع. ومن ثم ترك روميو ليعيل نفسه، وسرعان ما حوصر من قبل عصابة محلية—جورو، وتعنى البطل بالإنجليزية، والقطة المتمنية أن تكون كلبا، ميني—الذين ذكروا له بأنه يجول في منطقتهم الخاصة. حيث لا يعرف روميو لغة الشارع ولم يعرف ماذا يقول ببداية الأمر، لكنه تمكن من استمالة أفراد العصابة إليه بفكرة إنشاء مشروع تجاري.
معا، أقاموا بأعمال إجرامية ناجحة حتى وصل شاينو (صوت سانجاى ميشرا)، اليد اليمنى لزعيم العصابة تشارلي آنا (صوت جافيد جافري)، لجمع الإتاوة "hafta" (نقود أسبوعية مقابل الحماية) على شكل مجموعة من العظام. ثم رمى شاينو روميو خارجا، انتقل الآخرون الذين أصابهم الذعر إلى تشارلي للترافع في قضيتهم. هددهم تشارلي بما لديه من حركات النينجا، والذي يسميهم ملائكته (للقضاء على نكتة "ملائكة تشارلي")، لكن روميو احتال على تشارلي إلى أن سمح لأصدقائه بالرحيل دون أن يصاب أي منهم بأذى.
وصادف روميو ليلى (كارينا كابور)، التي كانت تغنى على سطح أحد المنازل، ووقع في حبها. حيث أخبرته ليلى أن السبيل للفوز بقلبها أن يرقص معها أمام الجميع ب «ملهى موونلايت» حيث تعمل. وقبل روميو، غير مدركا أن تشارلي آنا من المحبين لها منذ فترة طويلة، وكل من يجرؤ على الاقتراب من ذلك الملهى يتم التعامل معه بصرامة. ومع ذلك، تشجع روميو وواجه الصعاب ورقص مع ليلى لنيل قلبها. أزهر الحب بينهما، مما أغضب تشارلي، الذي قبض على روميو وهدده بشدة. وبدأ روميو في التفكير بسرعة ووصل إلى أن وعد تشارلى بأنه سيجعل ليلى تقع في غرامه.
ولم ينوى روميو أن يفقد ليلى، ولكنه خطط ليدحض أنانية تشارلي من خلال تمثيل ميني دور ليلى موضحة أنها غير مكترثة بتشارلى بالمرة. ونجح ذلك، لكن أسفر عن تفاقم غضب تشارلي، مما اضطر روميو لإعطائه وعدا آخرا بلقاء ثان مع ليلى. وفي الليلة المرتقبة، امسك تشارلى بروميو وهو يقبل ليلى، التي علمت باتفاق روميو مع تشارلى عليها التي ثار غضبها حيال ذلك قائلة بأنها لا تعتزم رؤيته مرة أخرى. من ثم طارد تشارلي الغاضب وملائكته روميو والعصابة، وقبضوا عليهم. ومع ذلك، توددت الملائكة الثلاثة من جورو، وانترفال والبطل الإنجليزي وطورد تشارلي وقبض عليه من قبل مطاردي الكلاب بالمدينة. وفي النهاية، أنقذت روح الإيثار لدى روميو تشارلي آنا من مطاردي الكلاب، وأصبحا صديقين، وأحضر تشارلي ليلى بنفسه إلى روميو في مشهد عربة قطار ليعيد بذلك إلى الأذهان مشهد مماثل، في فيلم رجوع العاشق المجنون ، مما جعل تشارلي آنا يقول: «أين رأيت هذا من قبل؟» وفي نهاية الرقصة، أظهر روميو وشما على ذراعه اليسرى عليه اسم ليلى.
وتتابعت "الغلطات" مع نهاية التصويتات

## أصوات
- سيف علي خان في دور روميو - روميو حيوان مدلل صغير يعيش مع مالكيه الأغنياء. ويبدو شابا وسيما جدا حيث يجعل الجميع من حوله يعتقد ذلك.

! فهو يعيش حياة طيبة. فقد حصل على الخدم في انتظاره، وأفضل الطعام، وسيارة كبرى تحت اشارته وقت شاء والكثير من الأصدقاء الأثرياء. حيث كانت له شعبية كبيرة مع السيدات، فهو المغازل الكبير! ويتسم بالدهاء والذكاء. عندما تقرر له أن يحيا في أحد الأحياء الفقيرة، بعد خيبة أمله الأولى، وجد طريقه للخروج من المأزق. حيث وجد نفسه أكثر ذكاء من معظم رجال الشوارع، ومن ثم أخذ على عاتقه الاستفادة الكاملة من هذه الحقيقة لتغيير الامور لمصلحته. فهو يعتقد شيئا من الكذب لمجرد الحصول على ما يريد.
- كارينا كابور في دور ليلى - ليلى هي المغنية والراقصة في ملهى موونلايت. حيث يحتشد كل الذكور كل أسبوع. ليس هناك شابا على قيد الحياة في تلك الأحياء الفقيرة لا يحلم يوما بالرقص مع ليلى الجميلة. وعلى الرغم من قائمة المعجبين بها الكبيرة، إلا أنها فتاة وحيدة. تشارلي آنا، دوق الأحياء الفقيرة، متيما بحبها والجميع يخشون غضبه. حيث يمكن أن تكون عواقب التحدث فقط إلى ليلى وخيمة، ومن ثم ليس لها أية أصدقاء. حيث يشعر الفتيات بالغيرة من ليلى والرجال يخافون من غضب تشارلي. ولطالما كانت تحلم بإيجاد الرجل الجذاب والنزيه والشجاع الذي سيكون لديه الشجاعة ليحظى بصداقتها ويرقص معها.
- جافيد جافري في دور تشارلي آنا - تشارلي آنا هو دوق الأحياء الفقيرة اللدود. آنا تعني الأخ الأكبر، وهذا ما يجعل الجميع يسمونه كذلك بدافع الخوف. ويعتبر السبب في الخوف الذي ينتاب قلب كل فرد. فهو قذر، وسمين، وقبيح، ذو بطن كبيرة. ويعتبر تشارلي آنا مجنونا عجوزا الذي لا يحب شيئا أكثر من سماع الإشادة بأمجاده. أما عن حالته النفسية فلا يمكن التنبؤ بها، وهذا ما يجعله خطرا، ولكن عاطفيا يعد رومانسيا يائسا.
- فرجيش هيرجى  في دور جورو -- يعتبر جورو الأكبر والأكثر حكمة بين أربعة حمقى. ودائما ما يطلب منه الأعضاء الثلاثة الآخرين تقديم المشورة.
- كيكو شاردا في دور هيرو الإنجليزي  - يعتبر هيرو الإنجليزي واحدا من الحمقى الأربعة. فيمثل الأبله النموذجي، وحشي ولكن بطيئ بعض الشيء في تفكيره، تماما مثل أصدقائه الثلاثة. بالرغم من انه يبدو شرسا، إلا أنه غير مؤذي. كما قد ولد وترعرع في هذه الأحياء الفقيرة. على الرغم من انه لا يوجد لديه أدنى فكرة، إلا أنه يسعى دائما إلى التحدث باللغة الإنجليزية، مما يؤدى إلى أثر كوميدي جدا.
- سوريش منون في دور انترفال  -- ويعتبر انترفال العضو الثالث في العصابة. حيث كان متشحا باللون البرتقال خلال الفيلم.
- تاناز كوريم ايرانى  في دور ميني - تعتبر مينى آخر عضو في أفراد العصابة الأربعة. تعتبر في واقع الأمر قطة والتي تتمنى أن تكون كلبا متشردا. تتطلع إلى غورو، البطل الإنجليزي وانترفال، وتريد أن تكون مثلهم. حيث تستنكر كونها قطة. لكنها ترفض أن تقبل ذلك وتعتقد نفسها كلبا متشردا مما يشكل إزعاجا لها من قبل أصدقائها الثلاثة الذين يحاولون بث في نفسها حقيقة انها ليست كلبا، ولكن مجرد قط عادية.
- سانجاي ميشرا في دور شاينو  - يعتبر شاينو الجاسوس الرسمي لتشارلي آنا. فهو التابع الذي لا يبدى أي موانع. وبوصفه شخصية نحيفة، دائما ما يعطى التقارير حول ما يحدث في الأحياء الفقيرة لتشارلي. وهو مسؤول أيضا عن تذكير الجميع لدفع ما يصل لتشارلى من أموال أسبوعيا مقابل الحماية وذلك في اليوم المحدد للدفع.

## الطاقم
إنتاج أفلام ياش راج وأفلام والت ديزني
- قصة، سيناريو وحوار وإخراج : جوجال هانسيراج جوجال هانسراج
- المنتج : أديتيا شوبرا
- المنتج التنفيذي : سواراتميكا ميشرا
- سيناريو : Jugal Hansrajجوجال هانسيراج
- موسيقى : سالم سليمان
- كلمات  : جاديب ساهاني
- مخرج التصوير : آنشول شوبى Anshul Chobey
- المحرر : عارف أحمد
- الرسوم المتحركة والتأثيرات البصرية : وحدة معامل كمبيوتر شركة تاتا اليكسيس - VCL
- تقديم : اليزابيث كيث
- مونتاج الصوت  : غانيش جانجادران
- تصميم الصوت  : علي ميرشانت (استوديو YRF)
- مساعد مخرج  : سمر الشيخ
- ' مساعد أول مخرج: فيكي فيجاي
- الكوريغرافيا : راجيف جوسوامي، ميني جوني & ديباك سينغ

## الإنتاج

### التطوير
مجموعه عمل الرسوم المتحركة، نظم جوجال هانسيراج مع أديتيا شوبرا لكتابة أول كرتون لهما. لا شيء يأتي من التعاون، كما ذكر الكاتب والمخرج، "وحتى يومنا هذا، بينما كنت انتظر عند إشارة المرور وشاهدت هذه الكلاب تلعب في أكوام القمامة... متجاهلة لأفراد العصابة، تماما، تمحورت لدى على الفور شخصيات قصتي. هذه الفكرة سرعان ما أصبحت أساسا لرودسايد روميو.

### الرسوم المتحركة
ويعتبر التحالف من قبل المنتج ياش شوبرا ورئيس شركة ديزنى ديك كوك هي الأولى من نوعها في مجال الرسوم المتحركة. أيضا، هذه هي المرة الأولى التي يصدر فيها فيلما روائيا طويلا عن مجموعة صناعة السينما في الهند.
وقد تم تنفيذ المشروع بأكمله في مختبرات الحوسبة البصرية (VCL)، وهي فرع من شركة تاتا اليكسيس. VCL وقد شاركت التصاميم البصرية، وتصميم الرسوم المتحركة والشكل النهائى للمنتج. وبدءا من شهر يناير عام 2007 دام الإنتاج لمدة سنتين ونصف سنة، وشارك فيه حوالى 150 فردا من أفراد الطاقم، - حيث استغرق مشروع الرسوم المتحركة واحد وعشرين شهرا. كما أنه استفاد من استخدام تاتا اليكسيس لأجهزة ايكا، بوصفه واحدا من أسرع أجهزة الكمبيوتر في العالم
وعلى الرغم من أن الشركة لم تعلن عن ميزانية الفيلم، ذكرت  صحيفة الغارديان البريطانية عن أن يكون في الولايات المتحدة 7 ملايين دولار تقريبا، أقل بكثير من متوسط خاصية بيكسار.

### الدعاية
تم عرض الاعلانات الأولى للفيلم في 12 تشرين الأول، 2007 مع صدور الفيلم Laaga Chunari Mein Daag، ، وظهر طاقم الفيلم حاملين نموذج لروميو. وكما رأينا هنا في الملصق الأصلي، رودسايد روميو  كان من المقرر عرضه لأول مرة في صيف 2008 ؛ ولكن تأخير ديوالي أسفر عن تأخير عمل نموذج ليلى.
هذا وتم تصميم أزياء هاتين الشخصيتين في استوديوهات عالم والت ديزني في أورلاندو، فلوريدا ، من أجل الترويج للفيلم الهندي. أيضا من أجل الترويج للفيلم اشتركت أفلام ياش راج في تعاون مع هوت ماجز لإنتاج البضائع المرخصة للفيلم. وقد حازت هوت ماجز على مفهوم أول مرة في تركيب فيلم مثل «تينشن نوت»، «ستاى كوول» و«ام جود نا» على الماجز.
على الرغم من بذل نجوم بوليوود قصارى جهدهم للترويج لفيلمهم، إلا أن النجمان الرئيسيان لروميو ، سيف علي خان وكارينا كابور لم يكونا قد فعلا الكثير من أجل الترويج. كارينا، التي بذلت الكثير من أجل الترويج بقوة لفيلمها الآخر ديوالي، Golmaal Returns، أوضحت لياش شوبرا أنها ليس لديها الوقت للحديث عن رودسايد روميو. وفي الوقت نفسه، غاب سيف ببساطة عن الأنظار.

## الإصدار

### شباك التذاكر
في مثل تلك المرحلة الأولى، عقدت شركة أفلام ياش راج في 18 أكتوبر عام 2008 عرضا مبدئيا لفيلمها رودسايد روميو  وذلك لعارضي الفيلم. وبعد مرور أربع ليال، بدأت مجموعة من المرافق المتعددة في مومباي المبيعات المسبقة للفيلم، مع ازدياد العدد في اليوم التالي. وأخيرا، صدر بشكل حصري عبر السينما المحلية في يوم 24 أكتوبر 2008، خلال عطلة نهاية الأسبوع ديوالي.
هذا وتلقى رودسايد روميوالكثير من المنافسة من قبل العديد من الأبطال السينمائيين ، والذي صدر في اليوم نفسه. حيث تلقى نسبة ضعيفة عند الافتتاح وصلت ما بين 20-25 ٪،  والتي ارتفعت بعد يومين لتصل إلى 30-40 ٪. وصل إجمالي المبيعات في الأسبوع الأول للروبية. 4.5 مليار روبية (912,316 $ دولار)  وأصبح أعلى فبلم هندى من إنتاج ديزني.
وفي الولايات المتحدة وكندا، تم عرض روميو  لأول مرة على 40 مسرح في 24 أكتوبر، 2008. وفي أسبوعه الأول، حقق في الولايات المتحدة 41,770 $ (Rs. 20.8 لاخ) وصنف التاسع والأربعين. في الأسبوع التالي، وصلت النسبة الإجمالية إلى 55,202 $ دولارا أمريكيا.
وفي الكويت، افتتح الفيلم في 23 تشرين الأول، 2008، وحقق 14,549 $ دولارا أمريكيا في اليوم التاسع والعشرين.
وافتتح الفيلم مع نتائج مماثلة في 23 مسرح بريطانى، محققا £ 31,576 دولارا (Rs. 24.7 لاخ). كما أنه لم يحقق نتائج جيدة في أستراليا (13,233 دولارا أمريكيا / روبية. 6.52 لاخ في الفترة من 9 مواسم)  ونيوزيلندا (دولار أمريكي 604/Rs. 29.792 في موسمين).

### نتيجة العرض
تلقى رودسايد روميو  نقدا متباينا من قبل عدد من النقاد. فلقد أعطاه نقاط كاظم ثلاث نجوم من أصل خمسة. كما أعرب عن تقديره للرسوم المتحركة (التي استغرقت أكثر من سنتين لتكتمل)، والخلفيات والنص. وذكر أن سالم سليمان ألف أفضل موسيقى تصويرية على الإطلاق. وفقا له، يعتبر جوجال هانسيراج مشروع مخرج واعد، حيث عمل على الحبكة الفنية للسيناريو القدير والذي استغرق أكثر من ستة أشهر ليأخذ شكله النهائي. كما ذكر أيضا أن الفيلم يشبه أفلام ديزني الشهيرة. وأغنية البداية تشبه افتتاحية "الأسد ملك الغابة ""The Lion King" وأغنية "شو لى نا""Choo Le Na" تشبه " الكل يريد أن يكون قطة ""Everybody Wants To Be A Cat" من تسجيلات من " ديزني اريستوكاتس "Disney's Aristocats'". ". قال أيضا ان سيناريو الفيلم قريب الشبه بسيناريو "السيدة والصعلوك" "Lady And The Tramp" و"راتاتوي""Ratatouille". [بحاجة لمصدر]
ولقد أعطاه تاران أدارش ثلاثة نجمات من أصل خمسة، ولضعا في الاعتبار استقائها من أفلام ماسالا في الثمانينات والقصة الفنية. وهناك عاملا آخر يفتقر إليه الفيم يتركز حول فقدانه لعنصر الموسيقى الجميلة. وبالرغم من رواج أغنية «تشو لى نا»، إلا أن تأثيرها ضعيف كما تركز الفيلم على الأطفال بصفة رئيسية، بالإضافة إلى أن حوار تشارلى آنا كان باللهجة الهندية الجنوبية مما أدى إلى صعوبة تفسيرها بالنسبة للبالغين في بعض الأحيان. وبرغم كل تلك العوامل المحبطة، إلا أن الرسوم المتحركة للفيلم كانت عالية الجودة والتي وصلت بنسبة عالية لمستوى الأفلام الكرتونية العالمية 
' ' هذا ووجهت صحيفة نيويورك تايمز نقدا للفيلم جاء فيها، «تعتبر الرسوم الخاصة بالكلب روميو غير مقبولة. إنهم يمشون على رجلين قي أغلب الأوقات، وبخلاف شخصيات ديزنى، لا يرتدون أي شئ دون العنق. كما أنهم يبدون عراة بطريقة غريبة ويمشون بطريقة غير ملائمة، مما يعطى صورة سطحية للحركات الراقصة ويضفى على الفيلم طابعا عاديا» 

## الموسيقى
ولقد تم إصدار البوم فيلم رودسايد روميو في 1 أكتوبر،2008 من إخراج جوجال هانسيراج وتمثيل جافيد جيفرى في النادى The Club بمدينة مومباى، أنديرى، [[.]]  بينما ألف الأغنية سالم سليمان ونقحها جاديب سانى.
كما أعطى جوجيندر توتيجا من إذاعة الهند اف ام أغنية الفيلم نجمتين من أصل خمسة وذكر قائلا، «لا تحقق الأغانى نجاحا كبيرا قي حد ذاتها باستثناء أغنية أو أغنيتين، في حين أنه تم وضع باقى الأغانى لسد الفراغ بدون جدوى. وأن تأخر صدور الألبوم سوف يشكل عقبة بعيدة المدى أمام مبيعات فيلم رودسايد روميو. وعلى كل حال، يعتبر ألبوم رودسايد روميو مقبولا بشكل أولى حيث يمكن وضعه ضمن قائمة أعمال الرسوم المتحركة (كما وعد القائمون على الفيلم).».
| الأغنية                                        | المغني                                                                      | زمن الأغنية | ملاحظات                             |
| ---------------------------------------------- | --------------------------------------------------------------------------- | ----------- | ----------------------------------- |
| أغنية هون روميو الرئيسية                       | كونال جانجاوالى                                                             | 4:05        | تصوير روميو                         |
| تشو لو نا                                      | سوندي شوهان، وسوديش بونسيل                                                  | 5:12        | تصوير ليلى وروميو وتشارلي آنا       |
| كول كول                                        | سيف علي خان، جافيد جيفري، ماريان دكروز وناريش كاماث                         | 3:11        | تصوير روميو وتشارلي آنا             |
| سو رايت                                        | كونال وجانجاوالى وجياتري أيير                                               | 4:28        | تصوير روميو وليلى                   |
| أبنى دوم بهى أونشى هو                          | أنوشكا مانشاندا، إيرل إدجار، جوجال هانسيراج، كونال جانجاوالا و سالم ميرشانت | 4:25        | تصوير روميو وعصابته                 |
| رووفتوب رومانس                                 | بمصاحبة الآلات الموسيقية                                                    | 1:39        | تصوير روميو وليلى                   |
| أغنية هون روميوالرئيسية (رودسايد روميو ريميكس) | كونال جانجاوالا                                                             | 3:28        | (ريمكس : جون ستيوارت وسالم ميرشانت) |
| تشو لي نا (نادى مون لايت ميكس)                 | سونيدي شوهان، وسوديش بونسيل                                                 | 4:18        | (ريمكس : دي جي سوكيتو)              |

## وصلات خارجية
- الموقع الرسمي : رودسايد روميو
- مقالات تستعمل روابط فنية بلا صلة مع ويكي بيانات
- مقال حول الفيلم من أي إف بى خدمة جوجل
- {0 {/0} «أنيماتيدلى يورز» – حوار كالكوتا تيليغراف مع جوجال هانسيراج